# Ștefan Preda
Ștefan Gabriel Preda (sinh ngày 18 tháng 6 năm 1970) là một cựu cầu thủ bóng đá người România đã từng thi đấu ở vị trí thủ môn.

## Sự nghiệp quốc tế
Preda đã từng ra sân 3 lần cho Đội tuyển bóng đá quốc gia România, và có tên trong danh sách tham dự Giải vô địch bóng đá thế giới 1994, tổ chức tại Hoa Kỳ.

## Thống kê sự nghiệp

### Quốc tế
| România   | România | România   |
| Năm       | Trận    | Bàn thắng |
| --------- | ------- | --------- |
| 1994      | 1       | 0         |
| 1995      | 2       | 0         |
| Tổng cộng | 3       | 0         |

## Danh hiệu

### Câu lạc bộ
Petrolul Ploieşti
- Cúp România: 1994–95
- Á quân Siêu cúp România: 1995

Dinamo București
- Divizia A: 1999–2000, 2003–04
- Cúp România: 1999–00, 2000–01, 2003–04